# Ingrandes, Vienne
Ingrandes là một xã, tọa lạc ở tỉnh Vienne trong vùng Nouvelle-Aquitaine, Pháp. Xã này có diện tích 35,03 km², dân số năm 2006 là 1795 người. Xã nằm ở khu vực có độ cao trung bình 51 m trên mực nước biển.

## Biến động dân số
| Năm | 1962 | 1968 | 1975  | 1982  | 1990  | 1999  | 2006  |
| --- | ---- | ---- | ----- | ----- | ----- | ----- | ----- |
| Dân số | 851  | 950  | 1 461 | 1 700 | 1 765 | 1 723 | 1 795 |
| From the year 1962 on: No double counting—residents of multiple communes (e.g. students and military personnel) are counted only once. |      |      |       |       |       |       |       |